# Brama Kujawska w Bydgoszczy
Brama Kujawska w Bydgoszczy – historyczna brama miejska wchodząca w skład murów obronnych Bydgoszczy. Została rozebrana w początkach XIX wieku przez władze pruskie.

## Historia

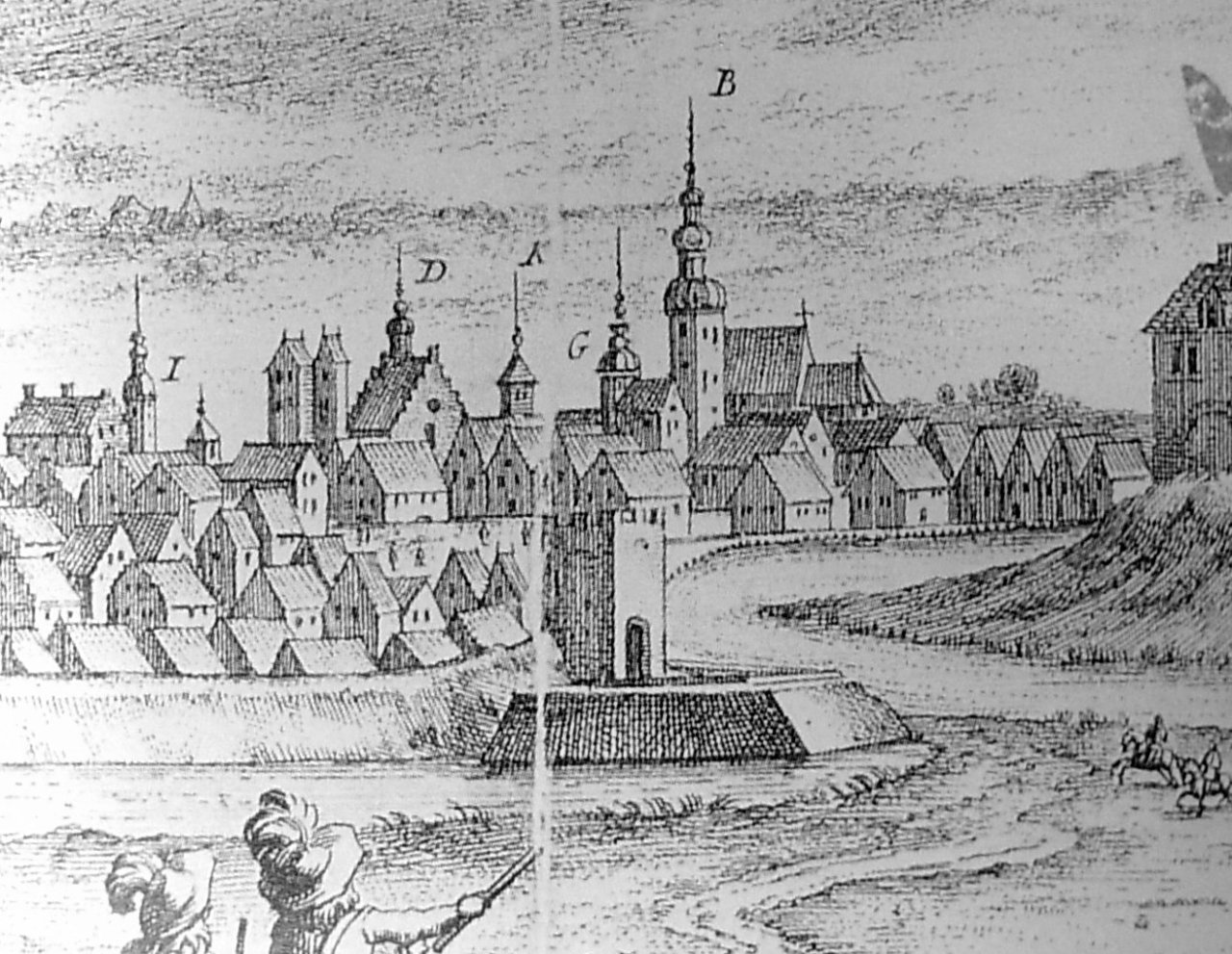
Brama Kujawska (na pierwszym planie) na sztychu Bydgoszczy Erika Dahlberga z 1657 roku. W tle widnieją obiekty: I-klasztor karmelitów, D-kościół karmelitów, KG-prawdopodobnie wieże Bramy Gdańskiej, B-kościół klarysek

Brama Kujawska zwana także Toruńską, Bernardyńską lub Bosacką wzniesiona została w południowo-wschodniej części miasta u zbiegu ulic: ulicy Długiej i Podwale.
Jej zadaniem była ochrona dróg wylotowych z Bydgoszczy wiodących do Inowrocławia i Torunia.
Ze względu na położenie nieopodal wzgórz szwederowskich jest najlepiej ze wszystkich bydgoskich bram miejskich przedstawiona na ikonografii np. na rysunkach Erika Dahlberga z 1657 roku i Johanna Rudolfa Storna z 1661 roku.
Pierwsza wzmianka pisana o Bramie Kujawskiej pochodzi z 1523 roku, aczkolwiek można przypuszczać, że wzniesiono ją o wiele wcześniej – w formie drewnianej prawdopodobnie w II połowie XIV wieku, a murowanej – wiek później. Zniszczona wskutek pożaru w 1547 roku została w II połowie XVI wieku odbudowana. Następnie remontowano ją również w 1634 roku i po potopie szwedzkim.
Przed bramą znajdowało się murowane przedbramie, które istniało do połowy XVII wieku, kiedy zostało zniszczone w czasie budowy nowożytnych fortyfikacji.
Forma i rzut Bramy Kujawskiej jest bardzo podobny do Bramy Poznańskiej, co pozwala postawić hipotezę, iż zostały one zbudowane w tym samym czasie i według tej samej koncepcji architektonicznej. Jednakże w przeciwieństwie do swojej odpowiedniczki Brama Kujawska bardzo długo, bo aż do połowy XVIII w., zachowywała swój pierwotny kształt.
Podczas potopu szwedzkiego budowla broniona była przez bastion ziemny, sprzęgnięty w jeden system obronny z fortyfikacjami bastionowymi zamku. Konstrukcja ta o wymiarach 45×35 m zbudowana była naprzeciw bramy, w miejscu zasypanej na tym odcinku fosy.
Podczas powstania antyszwedzkiego, 21 kwietnia 1656 roku wojska polskie Stefana Czarnieckiego wkroczyły do miasta wyłamując wrota bramy. W trakcie dalszych walk zniszczeniu uległ również bastion bramny podobnie jak bydgoski zamek i jego fortyfikacje.
Gruntowny remont i przebudowa budowli nastąpiła w 1751 roku. Nadbudowano wówczas jedną kondygnację i przykryto dachem na podobieństwo Bramy Poznańskiej.
Podczas Powstania Kościuszkowskiego 2 października  1794 r. przez Bramę Kujawską wtargnęły do miasta wojska polskie pod wodzą generała Henryka Dąbrowskiego. Bramę wyłamał śmiałym atakiem oddział płk Burzyńskiego.
Po zajęciu miasta przez Prusy budowla niepotrzebna już ze względów militarnych pełniła jeszcze jakiś czas rolę rogatki miejskiej, przy której pobierano podatek wjazdowy.
Ostateczna rozbiórka bramy nastąpiła w 1817 roku podobnie jak wielu innych fragmentów murów miejskich w Bydgoszczy.

## Charakterystyka
Brama Kujawska była przejazdową wieżą bramną o wymiarach w rzucie: 7,5 × 8,5 m i grubości ścian 1,6 m. Można ją porównać do Bramy Wronieckiej w Poznaniu.
Szerokość przejazdu wynosiła 3,7 metra. Przejazd był brukowany. Od strony południowej brama łączyła się z murem obronnym.
Była to budowla piętrowa. Na pierwszej kondygnacji znajdowały się urządzenia do podnoszenia brony oraz komnaty, w których przez pewien czas zamieszkiwał kat miejski. W ścianie południowej i północnej znajdowały się strzelnice. Dach był płaski, zwieńczony flankowanym krenelażem, co tworzyło dodatkowy górny poziom użytkowy. Budowla podzielona była na kondygnacje drewnianymi stropami. Komunikację zapewniała drabina, lub wewnętrzne drewniane schody.
Brama posiadała dwuskrzydłowe wrota, bronę i most zwodzony nad fosą miejską, zastąpiony w II połowie XVIII wieku mostem stałym z poręczami.
Od 1751 roku forma budowli zmieniła się. Zamurowano wówczas wieńczący bramę blankowany krenelaż oraz podwyższono najwyższą kondygnację, na co przeznaczono 1000 sztuk cegieł. Budowla otrzymała dwu- lub czterospadowy dach (jak Brama Poznańska), kryty dachówką. W górnej kondygnacji zostały wstawione okna, a cała brama została pomalowana na czerwono, czego dowodzą zachowane rachunki.
W 1756 roku zbudowano ponadto ganek na bramie oraz wstawiono nowe wrota, drzwi, okna i schody.

## Badania archeologiczne
Północno-wschodni narożnik bramy został odkryty podczas nadzorów archeologicznych wykopów prowadzonych w 1997 roku. Fundamenty w postaci ceglanych murów znaleziono zaledwie 40 centymetrów pod nawierzchnią ulicy. Badania archeologiczne potwierdziły datowanie pozostałości na XVI wiek.